# Хардиково (Курская область)
Хардиково — село в Курском районе Курской области России. Входит в состав Полянского сельсовета.

## География
Село находится в центральной части Курской области, в пределах южной части Среднерусской возвышенности, в лесостепной зоне, правом берегу реки Большая Курица, на расстоянии примерно 9 км (по прямой) к западу от города Курск, административного центра района и области. Абсолютная высота — 157 м над уровнем моря.

### Климат
Климат характеризуется как умеренно континентальный, с относительно жарким летом и умеренно холодной зимой. Среднегодовая температура воздуха — 5,5 °С. Средняя температура воздуха самого тёплого месяца (июля) — 18,7 °C (абсолютный максимум — 37 °С); самого холодного (января) — −9,3 °C (абсолютный минимум — −35 °С). Безморозный период длится около 152 дней. Среднегодовое количество атмосферных осадков составляет 587 мм, из которых 375 мм выпадает в период с апреля по октябрь. Снежный покров образуется в первой декаде декабря и держится в среднем 125 дней.

### Часовой пояс
Село Хардиково, как и вся Курская область, находится в часовой зоне МСК (московское время). Смещение применяемого времени относительно UTC составляет +3:00.

## Население
| 2002 | 2010 |
| ---- | ---- |
| 82   | ↘66  |

### Половой состав
По данным Всероссийской переписи населения 2010 года, в половой структуре населения мужчины составляли 47 %, женщины — соответственно 53 %.

### Национальный состав
Согласно результатам переписи 2002 года, в национальной структуре населения русские составляли 100 %.

## Инфраструктура
Личное подсобное хозяйство. В селе 75 домов.

## Транспорт
Хардиково находится в 7,5 км от автодороги федерального значения М2 «Крым» (часть европейского маршрута E 105), в 4,5 км от автодороги межмуниципального значения 38Н-197 (М-2 «Крым» – Полянское – граница Октябрьского района), на автодороге 38Н-199 (38Н-197 – Пименово), в 7,5 км от ближайшей ж/д станции Дьяконово (линия Льгов I — Курск).
В 126 км от аэропорта имени В. Г. Шухова (недалеко от Белгорода).